# Сузіана
31°19′00″ пн. ш. 48°41′00″ сх. д. / 31.316666666667° пн. ш. 48.683333333333° сх. д.
Сузіана (грец. Σουσιανή) — область імперії Ахеменідів (відповідає нинішньому Хузестану), займала разом з Вавилонією велику рівнину, відокремлену від суміжних областей високими горами. Про Сузіану як про географічну територію пише Страбон в XV книзі «Географії».
За винятком болотистого і спекотного узбережжя Перської затоки, інша частина країни була родюча; тут виростали в достатку пшениця, ячмінь, рис і виноград. Крім того, в країні було багато нафтових джерел.
Населення Сузіани було семітичне; жителі рівнини займалися землеробством, гірські племена жили полюванням, скотарством, розбоєм і залишалися незалежними. З окремих племен, що населяли Сузіану, відомі уксіі, мессабати, коссеї, еламеї, кіссії та ін.
В Біблії і у східних народів Сузіана називається Еламом. Головне місто Сузіани, Сузи, знаходилося при злитті двох рукавів Хоаспа. Сузи були осередком квітучої цивілізації, може бути, більш давньої, ніж халдейська, з якою перша мала дуже багато спільного.